# Ceriana subsessilis
Ceriana subsessilis är en tvåvingeart som först beskrevs av Johann Karl Wilhelm Illiger 1807.  Ceriana subsessilis ingår i släktet griffelblomflugor, och familjen blomflugor.
Artens utbredningsområde är Italien. Inga underarter finns listade i Catalogue of Life.